# Haplochromis argens
Haplochromis argens es una especie de pez cíclido haplocromino endémico del lago Victoria donde solo se ha visto su existencia en la parte de Tanzania. Esta especie alcanza una longitud de 7,6 centímetros (3 plg) SL.  Se alimenta de zooplancton.